# Hebertshausen
Hebertshausen är en kommun och ort i Landkreis Dachau i Regierungsbezirk Oberbayern i förbundslandet Bayern i Tyskland.  Hebertshausen, som för första gången nämns i ett dokument från 780-talet, har cirka  
6 000 invånare.